# يان كوزلاه
يان كوزلاه (بالتشيكية: Jan Koželuh)‏ كان لاعب كرة مضرب تشيكي بدأ مسيرته كمحترف سنة 1938 وكان يلعب باليد اليمنى، اعتزل اللعب في 1945. أعلى تصنيف له في الفردي كان المركز الـ 10 في سنة 1927. سبق أن شارك في دورة الألعاب الأولمبية الصيفية.

## روابط خارجية
- يان كوزلاه على موقع رابطة محترفي التنس (الإنجليزية)
- يان كوزلاه على موقع الاتحاد الدولي لكرة المضرب (الإنجليزية)
- يان كوزلاه على موقع كأس ديفيز (الإنجليزية)
- يان كوزلاه على موقع بطولة ويمبلدون (الإنجليزية)
- يان كوزلاه على موقع خلاصة التنس.كوم (الإنجليزية)
- يان كوزلاه على موقع أوليمبيديا (الإنجليزية)
- يان كوزلاه على موقع اللجنة الأولمبية التشيكية (التشيكية)